# Стратт, Джозеф
Джозеф Стратт (англ. Joseph Strutt; 1765, Дерби, — 13 января 1844, там же) — британский филантроп.

## Биография

### Ранние годы
Джозеф был младшим сыном Джедедайи Стратта (Jedediah Strutt) из Дерби, имевшим двух сыновей, Уильяма и Джорджа. Семья Страттов сильно разбогатела от продажи шёлка, хлопка и хлопчатобумажных тканей.
Джозеф был крещён 19 сентября 1765 года в часовне на Фраер-Гейт в Дерби, и начальное образование получил в школе Дерби.

### Семья
В 1793 году он женился на Изабелле Арчибальд в церкви св. Освальда. Изабелла умерла в 1801 году, оставив Джозефа с сыном и двумя дочерьми, Каролиной и Изабеллой. Каролина вышла замуж за Эдварда Хёрта (Edward Hurt), но умерла в 1835 году. Изабелла вышла замуж за Джона Говардом Галтона (John Howard Galton) и стала матерью Дугласа Струтта Галтона (Douglas Strutt Galton).

### Карьера
Стратт работал на корпорацию Дерби с 28-летнего возраста, служил на различных должностях от главы муниципальных властей до мэра Дерби. Свой второй срок на этом посту (ноябрь 1835 — ноябрь 1836) он работал уже в административно реформированном Дерби, будучи первым мэром города после территориальной реформы.
В течение своей жизни он был пылким сторонником социальных реформ и посвятил большую часть своего времени службе городу. Он был твёрдо убежден, что для того, чтобы получить уважение со стороны рабочего класса, рабочие должны обладать теми же правами и возможностями цивилизованного общества, которые имеет высший класс. Стратт также основал в 1824 году Институт механики.
Служил лейтенантом в местной милиции во время Наполеоновских войн, когда Англия была перед угрозой французского вторжения.
Стратт открыл в своем доме с прилегающим садом (Тронтри-хауз на Сент-Питер Стрит) художественную галерею и музей для посещения представителями любой социальной группы и класса города Дерби с целью воспитать общее уважение к работам изобразительного искусства. Сами произведения включали в себя скульптуры как Уильяма Джона Кофе, так и других скульпторов эпохи античности и ренессанса. Также галерея содержала картины знаменитых художников эпохи Возрождения.
Его коллекция дала обычным гражданам возможность обозревать чудесные произведения изобразительного искусства. Она также содержала оригинальную египетскую мумию, ту, что, как предполагается, в настоящее время выставлена в Центральном музее Дерби.
Среди прочего, Стратт был главой Института механики, основанного им в 1828 году. В 1839 году в институтском лекционном зале была организована выставка картин коллекции Джозефа Стратта. Многие экспонаты этой коллекции, как считается, позже разместились в коллекции Музея и художественной галереи Дерби.
Джозеф Стратт проспонсировал возведение здания для «Athenaeum Society» (Афинского общества), где должна была помещаться художественная галерея и музей, который демонстрировал бы художественные коллекции для широкой публики. Также он оказал материальную помощь Центральной больнице Дербишира, которая была спроектирована и возведена его старшим братом Уильямом.
Больше всего Стратт известен своим даром в виде Дербского дендрария, который стал первым парком в Англии, открытым для публичного посещения. Он обратился к Джону Клавдиусу Лоудану за проектом паркового дизайна, который был выполнен за 10 000 британских фунтов.
Стратт умер 13 января 1844 года у себя дома на Сент-Питер-стрит. Некоторое время он был болен и страдал от рецидива болезни, от которой уже никогда не выздоровел. Он был похоронен вместе со своей женой Изабеллой в часовне Фраяр-Гейт.